# Brinckochrysa notabilis
Brinckochrysa notabilis is een insect uit de familie van de gaasvliegen (Chrysopidae), die tot de orde netvleugeligen (Neuroptera) behoort. 
Brinckochrysa notabilis is voor het eerst wetenschappelijk beschreven door Hölzel & Ohm in 1991.